# Resurrection (album Halford)
Resurrection – debiutancki album studyjny zespołu Halford. Wydany w 2000. W 2006, Resurrection została zremasterowana i wydana w rozszerzonej wersji na iTunes, trzy lata później trafiła na płyty CD.
We wrześniu 2003 roku, internetowy magazyn Metal-Rules.com sklasyfikował album Resurrection na 54 pozycji listy 100 Najlepszych Albumów Heavymetalowych.

## Lista utworów

### Oryginalne wydanie
1. "Resurrection" Rob Halford, Patrick Lachman, Roy Z, John Baxter - 3:58
2. "Made in Hell" Halford, Roy Z, Baxter - 4:12
3. "Locked and Loaded" Halford, Lachman, Roy Z - 3:19
4. "Night Fall" Halford, Lachman, Mike Chlasciak - 3:42
5. "Silent Screams" Halford, Bob Marlette - 7:06
6. "The One You Love to Hate" Halford, Roy Z, Bruce Dickinson - 3:11
7. "Cyber World" Halford, Roy Z, Chlasciak - 3:10
8. "Slow Down" Halford, Roy Z, Marlette - 4:52
9. "Twist" Bob Halligan, Jr - 4:10
10. "Temptation" Halford, Lachman, Roy Z, Chlasciak - 3:32
11. "Drive" Halford, Roy Z, Marlette - 4:31
12. "Saviour" Halford, Lachman, Roy Z - 2:57

### Bonusowe utwóry w wersji Japońskiej
1. "Sad Wings" Halford, Lachman, Chlasciak - 3:38
2. "Hell's Last Survivor" Halford, Chlasciak - 3:24

### Reedycja
1. "Resurrection" Rob Halford, Patrick Lachman, Roy Z, John Baxter - 3:58
2. "Made in Hell" Halford, Roy Z, Baxter - 4:12
3. "Locked and Loaded" Halford, Lachman, Roy Z - 3:19
4. "Night Fall" Halford, Lachman, Mike Chlasciak - 3:42
5. "Silent Screams" Halford, Bob Marlette - 7:06
6. "The One You Love to Hate" Halford, Roy Z, Bruce Dickinson - 3:11
7. "Cyber World" Halford, Roy Z, Chlasciak - 3:10
8. "Slow Down" Halford, Roy Z, Marlette - 4:52
9. "Hell's Last Survivor" Halford, Chlasciak - 3:24
10. "Temptation" Halford, Lachman, Roy Z, Chlasciak - 3:32
11. "God Bringer of Death" Halford, Lachman, Chlasciak - 2:45
12. "Fetish" Halford, Lachman, Chlasciak, Baxter - 3:12
13. "Sad Wings" Halford, Lachman, Chlasciak - 3:38
14. "Twist" Bob Halligan, Jr - 4:10
15. "Drive" Halford, Roy Z, Marlette - 4:31
16. "Saviour" Halford, Lachman, Roy Z - 2:57

## Twórcy

### Wykonawcy
- Rob Halford – wokal
- Patrick Lachman – gitara
- Mike Chlasciak – gitara
- Ray Riendeau – gitara basowa
- Bobby Jarzombek – perkusja

### Dodatkowi Wykonawcy
- Roy Z – gitara
- Bruce Dickinson – dodatkowy wokal w "The One You Love to Hate"
- Pete Parada – perkusja w "The One You Love to Hate"
- Ed Roth – klawisze w "Twist" i "Silent Screams"

### Produkcja
- Producent - Roy Z
- Producent wykonawczy – John Baxter
- Inżynier miksowania - Attie Bauw i Charlie Baurfeind
- Inżynier masteringu - Tom Baker (reedycja)
- Zdjęcia - John Eder i Fin Costello
- Pomysł i ilustracja okładki - Marc Sasso